# Pamela Andrews

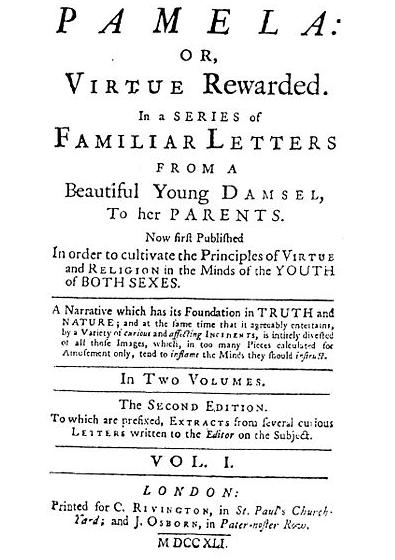
Romanens titelblad

Pamela Andrews, en litterär figur och hjältinna i Samuel Richardsons roman Pamela eller den belönade dygden från 1741-1742. 